# Cao Yuan
Cao Yuan (chiń. 曹缘; pinyin Cáo Yuán ur. 7 lutego 1995) – chiński skoczek do wody, czterokrotny mistrz olimpijski w latach 2012-2024.
Cztery razy w karierze startował na igrzyskach olimpijskich. Podczas igrzysk olimpijskich w Londynie zdobył złoty medal w konkurencji skoków synchronicznych z dziesięciometrowej wieży, razem z Zhang Yanquan. Na igrzyskach w Rio de Janeiro otrzymał tytuł mistrzowski w konkurencji trampoliny 3 m i brązowy medal w konkurencji skoków synchronicznych z trampoliny 3 m. Podczas rozgrywanych w Tokio igrzysk olimpijskich wywalczył złoto w konkurencji skoku z wieży 10 m oraz srebrny medal w skoku z wieży 10 m synchronicznie. W trakcie igrzysk w Paryżu zdołał obronić tytuł mistrzowski w skoku z wieży 10 m indywidualnie.
Poza sukcesami olimpijskimi, Chińczyk zdobył dziewięć, w tym cztery złote, medali mistrzostw świata (2013, 2015, 2017, 2019, 2022, 2024). Jest również czterokrotnym złotym medalistą igrzysk azjatyckich (2010, 2014, 2018).